# Zlatý Potok
Zlatý Potok (německy Goldenfluss) je katastrální území, místní část a ZSJ obce Malá Morava v okrese Šumperk v Olomouckém kraji. Leží v nadmořské výšce 585 m n. m. na celkové ploše 297,27 ha. Ke konci roku 2004 měla 7 obyvatel ve dvou trvale obydlených domech, ostatní slouží k rekreaci.

## Historie
První písemná zmínka o osadě pochází z roku 1615 pod názvem Nové Valteřice.
| Rok            | 1869 | 1880 | 1890 | 1900 | 1910 | 1921 | 1930 | 1950 | 1961 | 1970 | 1980 | 1991 | 2001 | 2011 | 2021 |
| -------------- | ---- | ---- | ---- | ---- | ---- | ---- | ---- | ---- | ---- | ---- | ---- | ---- | ---- | ---- | ---- |
| Počet obyvatel | 176  | 177  | 177  | 142  | 139  | 128  | 153  | 52   | 66   | 18   | 13   | 7    | 12   | 8    | 9    |

## Fotogalerie

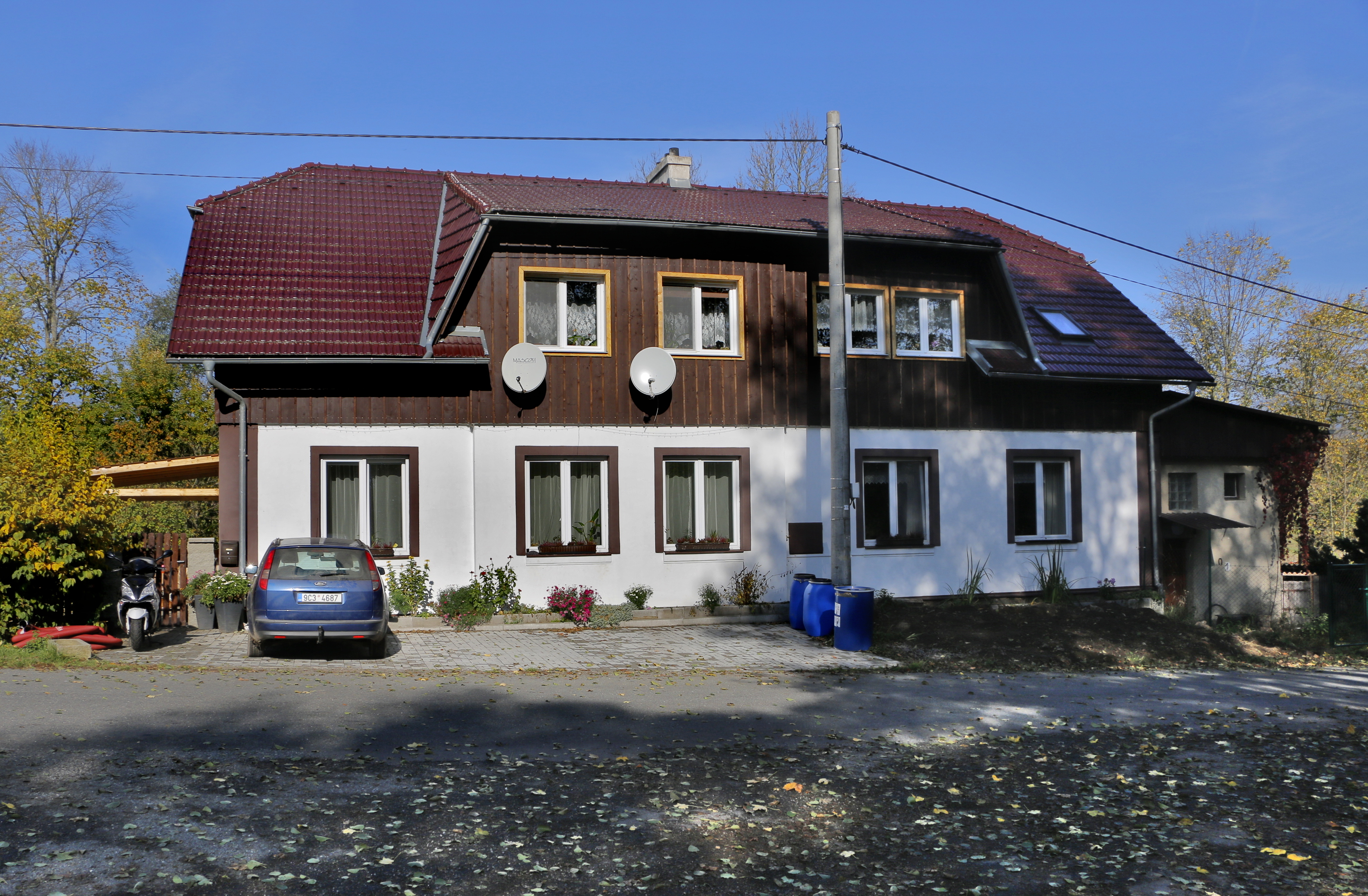
Dům čp. 1
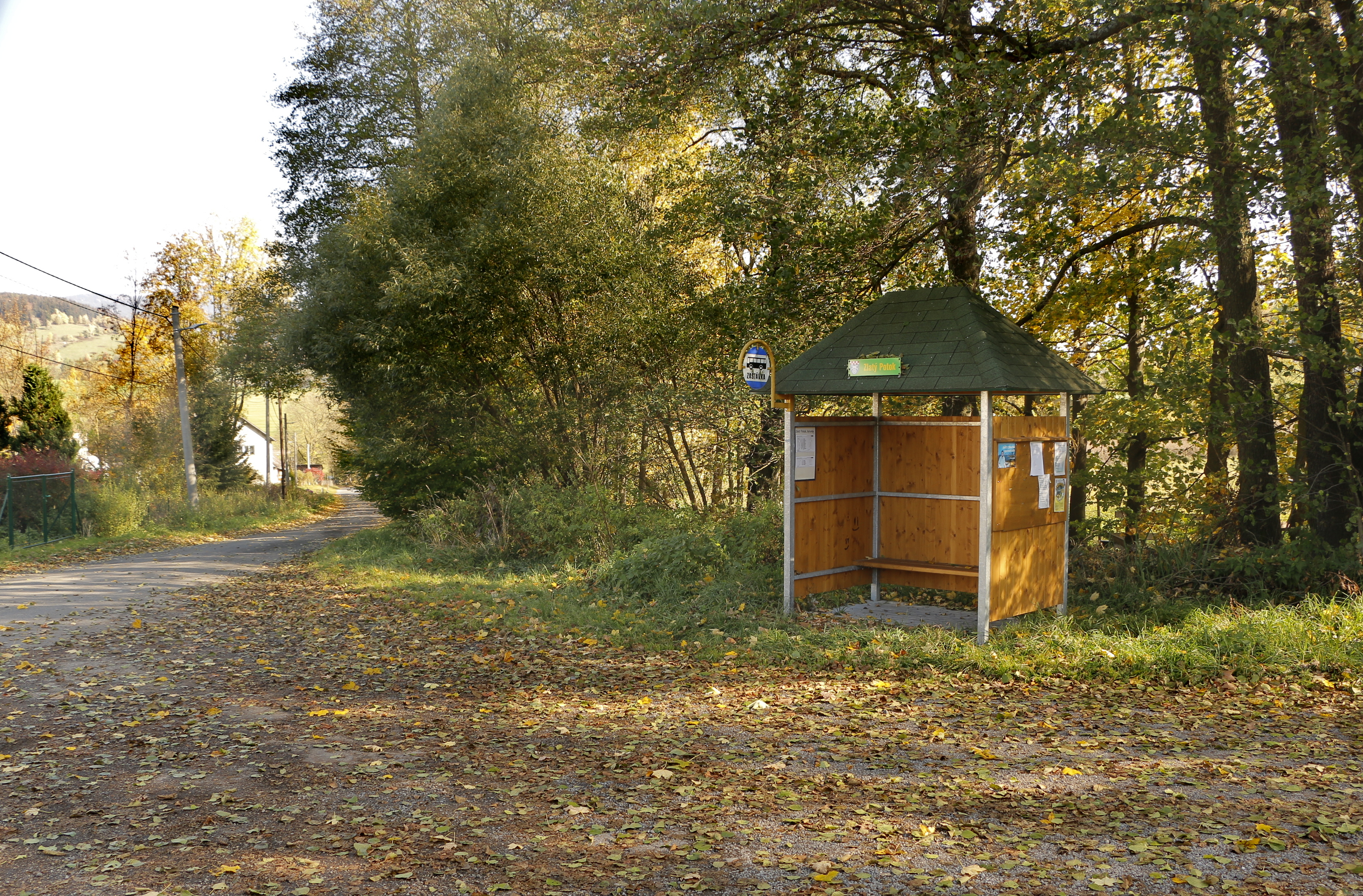
Autobusová zastávka
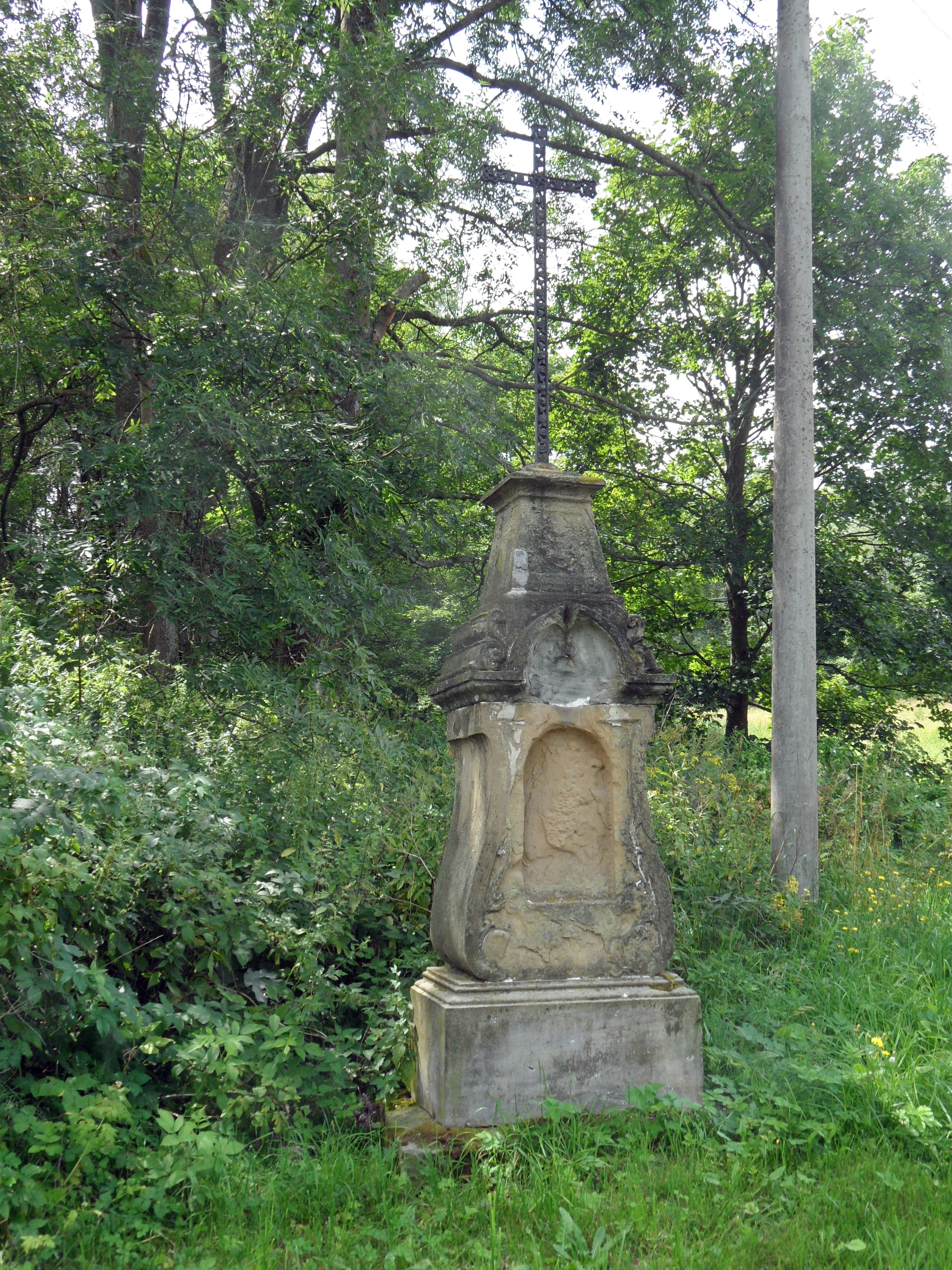
Křížek na jižním okraji vesnice
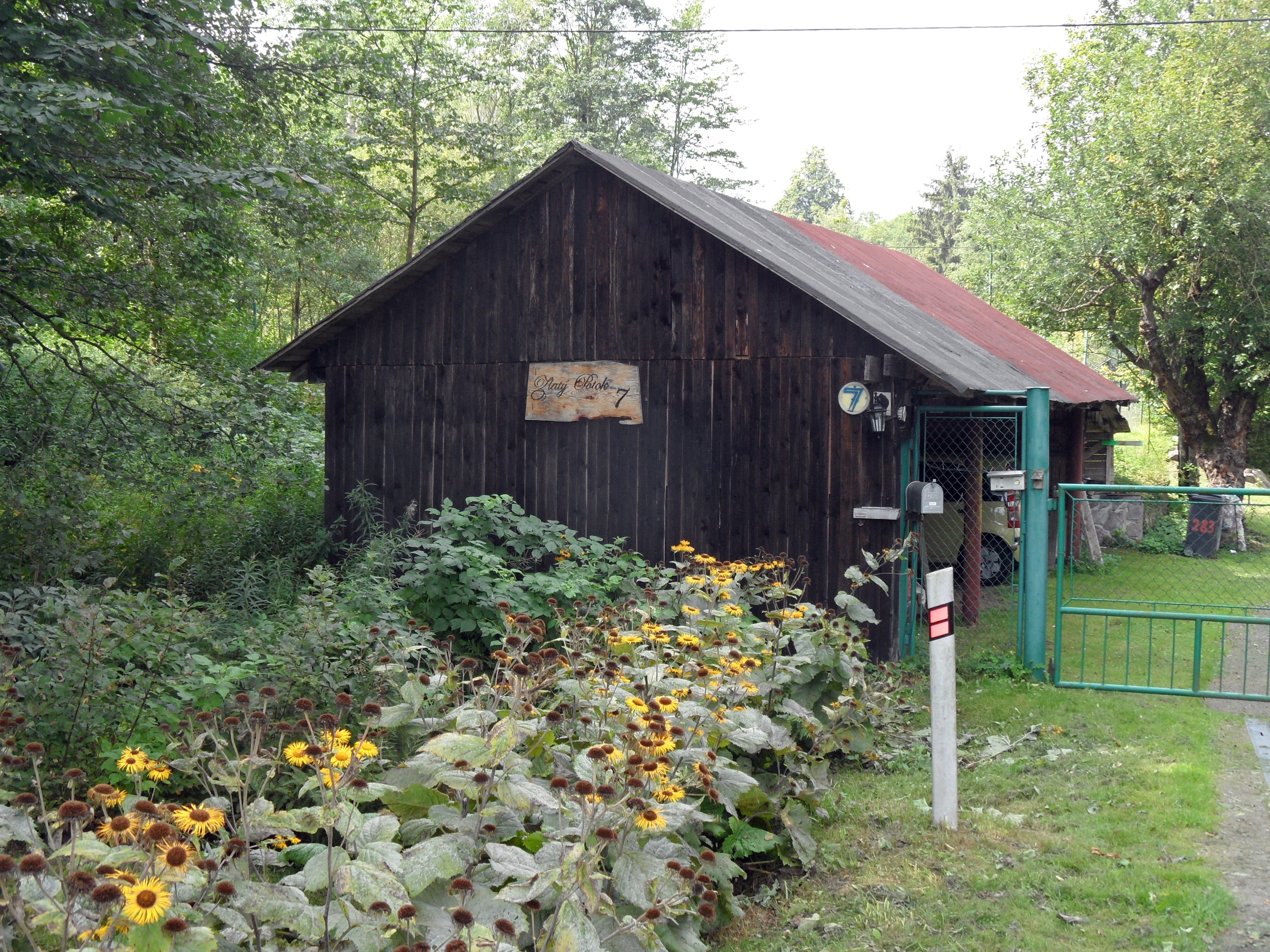
Rekreační obydlí